# 튀르키예 항공우주산업
튀르키예항공우주산업( - 航空宇宙産業, 튀르키예어: Türk Havacılık ve Uzay Sanayi A.Ş., TUSAŞ, 영어: Turkish Aerospace Industries, TAI)은 튀르키예의 항공우주 시스템의 설계, 개발, 제조, 통합, 현대화, A/S 지원의 기술 센터이다.
앙카라에 위치해 있으며 생산 공장의 면적은 500만 제곱 미터에 달하며 그 중 산업 시설은 150,000㎡에 달한다. 이 기업은 고기술 기계장비를 갖춘 현대적인 항공기 시설을 보유하고 있으며 항공기 제조에서부터 비행 시험, 딜리버리까지 다양한 제조 기능을 제공한다.
2010년 기준으로 직원 수는 1,500명 이상이며 그 중 대략 850명이 군사 연구 프로젝트에 참여하는 연구개발 엔지니어들이다.

## 역사
1925년 8월 15일, 터키 항공기 및 엔진 유한 회사(Tayyare ve Motor Türk Anonim Şirketi, TOMTAŞ) 공장이 터키 카이세리에 설립되었다.

## 프로젝트
TAI의 경험에는 제너럴 다이내믹스 F-16 파이팅 팰컨(General Dynamics F-16 Fighting Falcon) 제트기, CASA/IPTN CN-235 경수송/해상 순찰/감시 항공기, SIAI-마르체티(Marchetti) SF.260 훈련기, Cougar AS-532 수색 및 구조(SAR), 전투 수색 및 구조(CSAR) 및 유틸리티 헬리콥터는 물론 무인 항공기(UAV), 표적 드론 및 농업용 항공기의 설계 및 개발도 포함된다.
TAI의 핵심 사업에는 현대화, 수정 및 시스템 통합 프로그램과 터키 및 동맹국의 목록에 있는 고정익 및 회전익 군용 항공기와 상업용 항공기에 대한 판매 후 지원도 포함된다.
터키항공우주산업의 후르쿠스(Hurkus) 기본 훈련기가 내공성 유형 인증을 받았다고 회사가 2016 판버러 국제에어쇼(2016 Farnborough International Airshow)에서 발표했다.

## 같이 보기
- T625 괴크비(영어판) - 튀르키예항공우주산업(TAI)이 개발하고 있는 다용도 수송 헬기
- TF 칸(영어판) - 튀르키예항공우주산업(TAI)이 개발하고 있는 5세대 전투기